# История горэлектротранспорта Мариуполя

## Предыстория
Для рождения трамвая на электрическом токе в Мариуполе ещё до 1917 года имелось всё: мощные промышленные и городские электростанции, материальные средства купцов, полностью заинтересованных в трамвайном сообщении между городом, портом, металлургическим заводом и вокзалом. На заседании городской думы от 26 ноября 1899 года выступал секретарь комиссии по устройству в городе электрического освещения и трамвайного движения Караманов Н. С., на докладе предлагалось несколько линий будущего трамвая:
1. Александровская площадь — Заводы «Никополь» и «Провиданс»
2. Александровская площадь — Городской сад (по улицам Больничной и Малой Садовой)
3. Александровская площадь — Морской порт

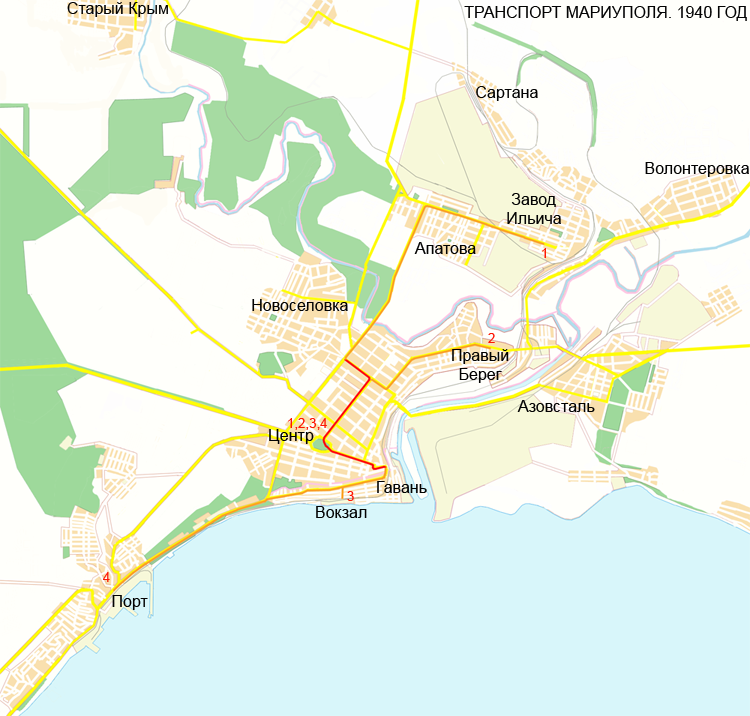
Маршруты трамвая в 1940 году

Однако, дальше проектов дело строительства трамвая тогда так и не пошло. В 1907 году господа Красовский и Мурза обратились в Мариупольскую думу с прошением разрешить им организацию в городе автомобильного сообщения. Но кроме очередного «бумаготворчества» других мероприятий городская дума тогда не предприняла. В марте 1911 года купцу Рыбальченко В. Н. удалось организовать первый в Мариуполе автомобильный маршрут «Город — Порт», который едва мог справиться с необходимой транспортной нагрузкой. Вопрос о строительстве трамвая в городе поднялся уже только при советской власти.

## Довоенное время
В СССР производство трамвайных вагонов возобновилось только в 1926 году выпуском двухосных вагонов типа БФ, МС, МХ с прицепами М, С, ПС и ПХ тремя заводами (Коломенский, Мытищинский, Путиловский), а с 1928 года — четырёхосные.
1 сентября 1931 года совместным решением городского партийного комитета и городского совета была создана контора трамвайного строительства (председатель — Шер, а позже — Румазов). Укладку трамвайных путей начали ещё в 1931 году, в 1932 году было начато сооружение трамвайной линии «Город — завод имени Ильича». Благодаря проведению мариупольцами субботников и воскресников за год с небольшим было уложено 9 километров двухпутного пути, построены тяговая подстанция и началось строительство первого деревянного моста через Кальчик (закончен в 1934 году).
29 апреля 1933 года за 2 дня до пуска горсовет принял «Обязательное постановление о правилах трамвайного движения и пользования населением трамваем» (подписано председателем Ястржембским и секретарем Арихбаевым): устанавливался штраф за безбилетный проезд в 1 грн., запрещался вход на первую площадку и т. д. 1 мая 1933 года была пущена первая одноколейная трамвайная линия «Гавань Шмидта — Улица Франко» (сейчас — проспект Металлургов), позже соединившая город с заводом имени Ильича и портом. Технический проект мариупольского трамвая был разработан знаменитым учёным Павлом Петровичем Копняевым (умер за 1 год до пуска мариупольского трамвая — в июне 1932 года). Первый трамвай двигался от водонапорной башни по Пожарному переулку (сейчас — ул. Варганова), огибал с севера площадь Свободы (сейчас — Театральный сквер), потом вниз по проспекту Республики (сейчас — просп. Ленина), поворачивал направо к швейной фабрике имени Ф. Э. Дзержинского и спускался на Слободку. Первый (моторный) трамвай, украшенный флажками и лентами с надписью «Первый трамвай», вёл лучший выпускник курсов водителей ватман (то есть вагоновожатый) Алексей Оберемок.
Ходили 8 трамвайных поездов жёлто-красного цвета Х+М (до начала войны поступили еще 12 Х, 7 М и один Киевский 4-осный вагон). В центре линия была двухколейной, а в месте пересечения трамвайного пути с началом ул. Франко располагалось рельсовое кольцо со стрелкой (на этом участке путь был одноколейным). В 1933 году началась укладка линий «Город — посёлок „Азовстали“» и «Город — гавань Шмидта — железнодорожный вокзал». В 1934 году трамвай пошёл к колониям завода имени Ильича. Позже трамвайные пути протянулись вдоль городского пляжа до самого морского порта. Трамвай шёл по улице 1-я Слободка (сейчас — ул. Котовского) и дальше вдоль моря к порту (после войны — ул. Сталина, сейчас — Приморский бул.). В летний период до войны ходили экзотические трамваи с открытым верхом.
В 1930-х годах имелось 2 маршрута трамвая (к 1941 году — 4 маршрута):
1. «Центр — Завод имени Ильича»;
2. «Порт — Правый Берег».

## В годы Великой Отечественной войны
Трамвай в Мариуполе ходил по улицам вплоть до оккупации Мариуполя немецко-фашистскими войсками 8 октября 1941 года, затем во время оккупации до середины 1942 года. При отступлении фашистов город был превращён оккупантами в груды развалин. Были разрушены также трамвайное депо, мосты через Кальчик и Кальмиус, сняли даже рельсы. На митинге 10 сентября 1943 года мариупольцы заверили воинов-освободителей в том, что в предельно короткий срок возродят город. И уже к 26-й годовщине Октября по маршрутам «Город — завод» и «Город — Порт» пошли трамваи. Было восстановлено 5,2 км трамвайных путей, приобретено 5 новых и восстановлено 8 трамвайных вагонов. Всего в трамвайном депо было 28 вагонов, которые в 1950 году перевезли более 7 млн пассажиров.
10 января 1945 года возобновлено трамвайное движение на 1-м маршруте «Городской сквер — Завод имени Ильича». Трамвайное движение начиналось с 5 часов утра и заканчивалось в 9 часов вечера, при этом с 9 часов вечера до 5 часов утра курсировал дежурный трамвай.

## Послевоенное время
Трамвайное хозяйство, разрушенное оккупантами, в 1950 году полностью ещё не было восстановлено. Из-за недостаточного количества курсирующих по линии вагонов интервалы движения достигали 30 мин, что создавало неудобства. Общая протяжённость трамвайного пути составляла 27,6 км. Трамвай связывал центр города с Ильичёвским, Портовским и Орджоникидзевским районами. В послевоенные годы началась коренная модернизация советских трамваев основных типов. На дверях устанавливались пневмоприводы, причём вход и выход теперь был только с правой стороны вагона, водитель размещался в отдельной кабине, реостаты с чугунными элементами заменялись проволочными и ленточными.
В 1953 году продолжалась прокладка второй очереди трамвайной линии в левобережную часть города.
В середине 1950-х расширялась и автобусная схема города:
1. Город — Центр — завод «Азовсталь»
2. Город — Центр — Новосёловка
3. Город — Центр — посёлок Каменск
4. Город — Западный квартал
5. Город — Центр — Порт — ул. Нахимова — АМП
6. Завод имени Ильича — Приморск
7. Завод имени Ильича — пос. Ворошиловский.

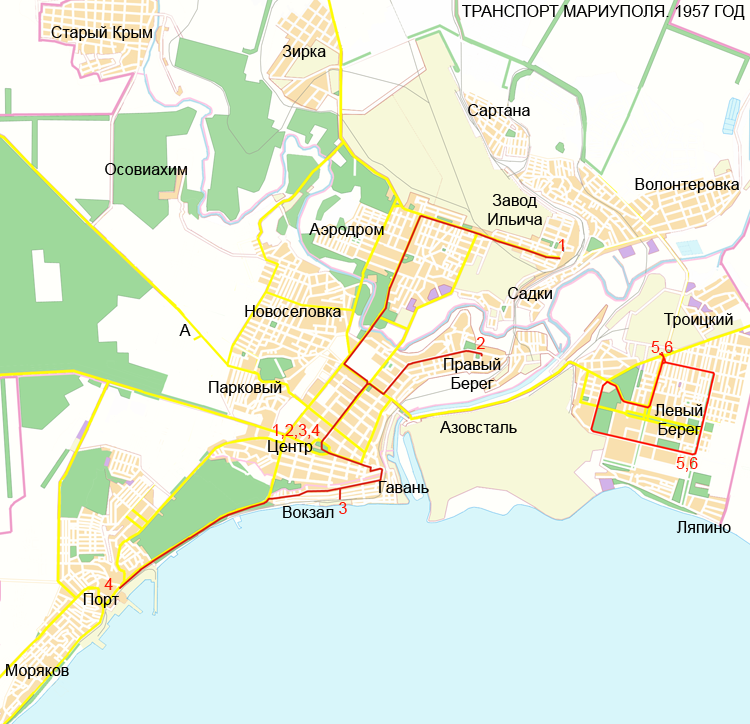
Маршруты трамвая в 1957 году

К началу 1960-х годов имелось 6 трамвайных маршрутов:
1. Центр — Завод имени Ильича (по улице Артёма, Ивана Франко — современный проспект Металлургов, улице Весёлой — современный проспект Металлургов в районе плавбассейна «Нептун», проспекту Ильича до Ильичёвского рынка, который был на 1 остановку ближе);
2. Центр — Площадь Лепсе — Правый Берег (по улицам Артёма, Шевченко, Карла Маркса — нынешней Греческой);
3. Центр — Железнодорожный вокзал (до середины 1950-х по проспекту Республики, позже — по улице Донбасской, площади Освобождения, ул. Котовского на Слободке);
4. Центр — Порт (как продолжение 3-го по Приморскому бульвару, бывшему Нижнему Портовскому шоссе, бывшему Санаторному, бывшему Сталинскому проспекту);
5. Кольцо на Левом Берегу;
6. Кольцо на Левом Берегу (в противоположную сторону).

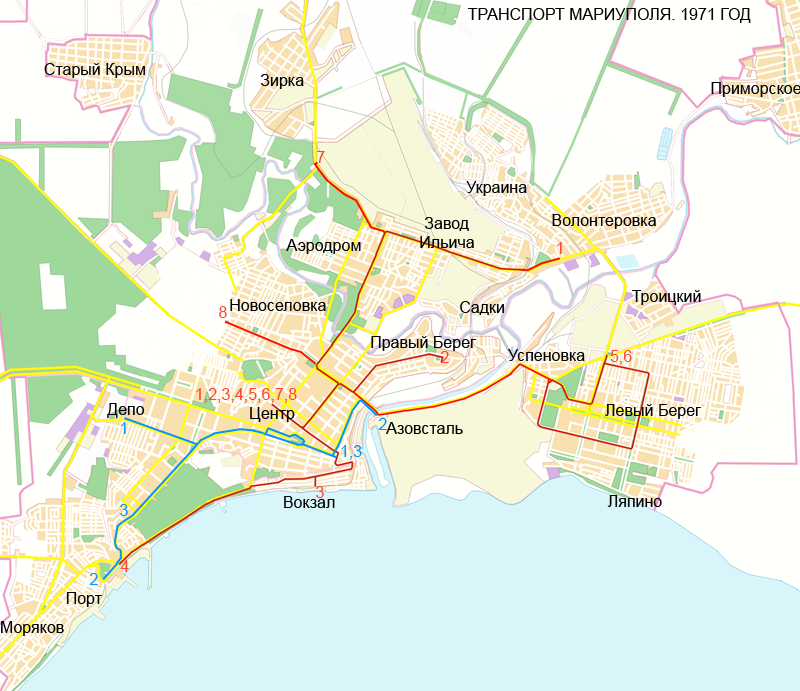
Маршруты трамвая и троллейбуса (синим) в 1971 году

Продолжалось строительство трамвайных путей в Ильичёвском и Орджоникидзевском районах — так появилась ветка на аглофабрику, Новосёловку, Волонтёровку:
- В 1964 году были соединены трамвайные системы «Город» и «Левый берег»: теперь 5-й и 6-й маршруты трамваев шли из центра города в Орджоникидзевский район (отдельная кольцевая трамвайная линия существовала в районе с 1952 года).
- 30 декабря 1966 года открыто движение трамваев до посёлка Мирный.
- В тогдашнем Жданове трамвайных поездов КТМ+КТП-2 было 104 единицы.
- В декабре 1967 года было открыто трамвайное депо № 3 на 100 вагонов.
- В 1967 году трамвайное хозяйство города пополнилось первыми 5 вагонами «Татра» Т3. Более 30 таких вагонов ходили маршрутами города до 1985 года.
- 8 января 1968 года состоялся пуск трамвайной линии до посёлка Украина в Ильичёвском районе. Трамвайное кольцо располагалось в районе роддома.
- Трамвайные рельсы в Приморском районе были демонтированы, вместо трамваев в порт и на железнодорожный вокзал стали ходить троллейбусы.

## Маршруты горэлектротранспорта в1977 году
В 1977 году имелось 13 маршрутов трамвая (протяженность линий — 105,5 км) и 12 маршрутов троллейбуса (протяженность линий — 74,1 км). Подвижной состав электротранспорта насчитывает 254 трамвайных вагона и 186 троллейбусных машин.
Маршруты трамвая:
1. Улица Казанцева — Улица Заозёрная (по улицам Донбасской — нынешней Николаевской, Артёма, Шевченко, проспекту Металлургов, улице Ильича);
2. Улица Казанцева — Площадь Лепсе (по улицам Донбасской — нынешней Николаевской, Артёма, Шевченко, Карла Маркса — нынешней Греческая);
4. Улица Казанцева — Приморский бульвар (по улицам Донбасской — нынешней Николаевской, Розы Люксембург — нынешней Земской, Апатова, Котовского);
5. Улица Казанцева — Улица Миклухо-Маклая (по улицам Донбасской — нынешней Николаевской, Артёма, Шевченко, Набережная, Трудовых Резервов — нынешней Лепорского, проспекту Победы, улицы Миклухо-Маклая, Пашковского, проспект 1 Мая, улицы Лазо, Орджоникидзе, Азовстальская, Серго, проспект Победы (и далее в обратном направлении до кольца);
6. Улица Казанцева — Улица Серго (до улицы Серго — аналогично маршруту № 5, а далее кольцо Левым Берегом в обратном направлении);
7. Улица Казанцева — Аглофабрика (по улицам Донбасской — нынешней Николаевской, Артёма, Шевченко, проспекту Металлургов, улице Ильича и далее вдоль Донецкого шоссе);
10. Жовтневые микрорайоны № 17, 18 — Улица Заозёрная (по улицам Шевченко, проспекту Металлургов, улице Ильича);
11. Завод «Азовсталь» — Посёлок Украина (по улицам Набережной, Шевченко, проспекту Металлургов, улице Ильича, Заозёрной, Мамина-Сибиряка);
12. Кольцо Кальчанское — Аглофабрика (по проспекту Металлургов, улице Ильича и далее вдоль Донецкого шоссе. Работал в часы «пик»);
13. Улица Заозёрная — Посёлок Мирный (по улицам Зазёрной, Ильича, Новосибирской, Семафорной);
14. Посёлок Мирный — Аглофабрика (по улицам Семафорной, Новосибирской и далее вдоль Донецкого шоссе);
15. Завод «Азовсталь» — Улица Лазо через улицу Миклухо-Маклая (Аналогичен маршруту № 5 в Орджоникидзевском районе. Работал в часы «пик»);
16. Завод «Азовсталь» — Орджоникидзевские микрорайоны № 5, 6 (улицы Набережная, Трудовых Резервов, проспект Победы, Улицы Серго, Азовстальская).

## 1980—1990 годы

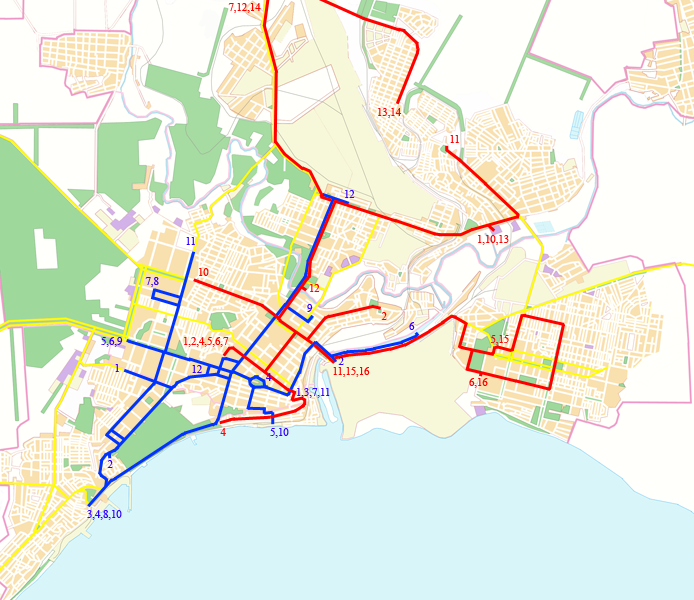
Маршруты трамвая и троллейбуса в 1978 году

- В 1978 году впервые троллейбусы появились на массиве «Западный» (маршрут № 11).
- В сентябре 1978 года троллейбусы впервые появились в Ильичёвском районе — новая троллейбусная линия соединила Ильичевский район с центром города (маршрут № 12).
- Позже в Ильичёвский район пустили маршрут № 13, а на «Западный» — № 14.
- В 1980-х годах появились новые машины троллейбусов «Skoda».
- В 1981 году появились троллейбусы в Орджоникидзевском районе — началось регулярное движение троллейбусов по маршруту № 15 от площади Освобождения до управления завода «Азовсталь».
- В 1983 году проложены трамвайные линии по улице 8 Марта и созданы кольцевые трамвайные маршруты (№ 13, 14) в Ильичевском районе.
- В середине 1980-х годов был отменён трамвайный маршрут № 8.
- В 1985 году в городе было 132 троллейбуса и 130 трамваев[2].
- В октябре 1988 года был продлён 11 маршрут троллейбуса на 2 остановки от ул. Гранитной до ул. 60 лет СССР.
- В перспективе тогда планировалось продлить троллейбусный путь от ЖМР-21 по улице Тополиной далее по Донецкому шоссе от 8-х азовмашевских ворот до остановки «Каменская». Тогда же проектировалась и тяговая подстанция, оборотное кольцо с диспетчерским пунктом в посёлке Украина. В конце 1980-х планировалось продлить 1-й троллейбусный маршрут от депо до СТО «ВАЗ». Однако не всё получалось: остро не хватало подвижного состава, тяговых подстанций. Не увенчались успехом многочисленные просьбы трудящихся по продлению 13-го троллейбусного маршрута от переулка Нахимова до АС-2 (не было дополнительных подстанций на этом участке, исчерпалась пропускная способность оборотного кольца, не хватало машин).

## После обретения независимости Украины
В начале 90-х городской электротранспорт переживал нелёгкие времена. Подвижной состав в результате физического износа ежегодно уменьшался. Так, к примеру, в 1996 году подлежали списанию 52 трамвая из имеющихся 157, 10 троллейбусов из 132, 81 автобус из имеющихся 384. Тем не менее транспортная система в городе всё же развивалась. В 1994 — 1996 годах приобретено 20 автобусов, 10 троллейбусов, открыты 9 новых автобусных маршрутов в режиме маршрутного такси.
В 1990-х годах произошли следующие изменения в маршрутах горэлектротранспорта:
- в 1992 году продлён 15 маршрут троллейбуса от кинотеатра «Союз» до 279 квартала.
- 3 марта 1992 года в городе на 11 маршруте появились первые «гармошки» ЗИУ-9.
- объединены маршруты троллейбуса № 7 и 15 в один — № 15 (17 микрорайон — ул. Олимпийская);
- троллейбусный маршрут № 12 продлён от переулка Нахимова до автостанции № 2;
- троллейбусный маршрут № 13 продлён от переулка Нахимова до улицы Морских Десантников и от ДК «Искра» до Ильичёвского рынка;
- в 1995 году проложены троллейбусные линии по Олимпийской улице до Таганрогского шоссе (маршрут № 15), по улице Краснофлотской от СТО «ВАЗ» до посёлка Кировка (маршрут № 1);
- ликвидированы троллейбусные маршруты № 3, 7, 14;
- восстановлен ликвидированный в середине 1980-х годах трамвайный маршрут № 8 (ул. Казанцева — 21 микрорайон);
- проложены трамвайные линии по бульвару Шевченко и улице Куприна до городской больницы № 2 (маршруты № 3, 8, 10). Строительство было начато в 1993 году.
- в 1998 году трамвайный маршрут № 10 продлён от ул. Заозёрной до Энергоучастка.

В 1998 году в городе — 65 городских автобусных маршрутов, 18 пригородных, 12 трамвайных, 13 троллейбусных.
В 2000-х годах:
- с 1 апреля 2004 года закрыт трамвайный маршрут № 2 — разобраны трамвайные линии по улице Греческой (Карла Маркса);
- немного позже закрыто трамвайное депо № 1. Все вагоны переданы в депо № 3 и прошли перенумерацию на 5хх (КТМ-5) и 6хх (КТМ-8). Для обслуживания маршрута № 9 в депо № 2 передано 4 вагона. Новые вагоны К1 (Татра-Юг) получили нумерацию 3хх.
- появились новые модели трамваев, троллейбусов;
- появились не коммунальные формы использования сетей городского электротранспорта — альтернатива Мариупольскому ТТУ (впервые на Украине) — концерн «Азовмаш» производит перевозки на 12 и 15 маршрутах 5 машинами новых троллейбусов «Trolza».

В 2006 году насчитывалось 45 троллейбусов и 69 трамваев.
С 2016 года в эксплуатацию МТТУ были введены 60 трамваев Татра Т3, 11 троллейбусов «Днепр», 13 троллейбусов МАН, 15 автобусов МАЗ на 100 мест и 14 автобусов МАЗ на 75 мест.
27 марта 2017 года закрыта трамвайная линия на Аглофабрику.
В феврале 2019 года в Киеве подписан кредитный договор с Международной финансовой корпорацией (IFC) на 12,5 млн евро. За эти деньги приобретут 64 новых автобуса.
В мае 2019 с Европейским банком реконструкции и развития подписано соглашение о кредите в размере 18 млн. евро на закупку 72 троллейбусов, реконструкцию депо и контактной сети по одному из центральных проспектов Мариуполя.
1 ноября 2020 года Орджоникидзевское трамвайное депо №2 перестало эксплуатировать вагоны: все трамваи переданы на территорию Ильичёвского трамвайного депо №3, все маршруты перешли на обслуживание одним депо. Территория трамвайного депо №2 начала функционировать как площадка для ночного отстоя автобусов ТТУ, работающих на самых ранних левобережных выпусках, а так же как ВРМ для капитальных ремонтов трамваев.
24 февраля 2022 года в связи со вторжением России на Украину был введён бесплатный проезд во всём общественном транспорте.
2 марта 2022 года движение общественного транспорта было остановлено из-за активных боевых действий в городе.